# Our (Sûre)
De Our is een zijrivier van de Sûre (Sauer) in het grensgebied van België, Luxemburg en Duitsland. De rivier vormt viermaal de grens tussen Duitsland en België: ten zuiden van Manderfeld, bij Lommersweiler, bij Oberhausen (Burg-Reuland) en ten zuiden van Ouren. Verder stroomafwaarts vormt de Our voor tientallen kilometers de grens tussen Luxemburg en Duitsland, een condominium, dat wil zeggen dat de rivier over de hele breedte tot beide landen behoort. Wanneer de Our de staatsgrens is, is de linkeroever (oostelijke oever) steeds Duits, waarbij de rechteroever Belgisch dan wel Luxemburgs is. De vallei ligt in het Natuurpark Our.
Na 78 km mondt de Our bij Wallendorf in de Sûre (Sauer). De Our is bekend van het Ardennenoffensief.
Er is in Wallonië nog een tweede rivier met de naam Our maar deze is een bijrivier van de Lesse.

## Loop
De Our ontspringt in de Belgische Eifel tussen de 653 meter hoge Eichelsberg (een heuvelflank) en het gehucht Losheimergraben in de deelgemeente Manderfeld (Büllingen) nabij de grens met Duitsland. Verder loopt de rivier zuidwaarts door Manderfeld tot deze voor een kleine drie kilometer even door Duitsland stroomt (nabij Auw bei Prüm).

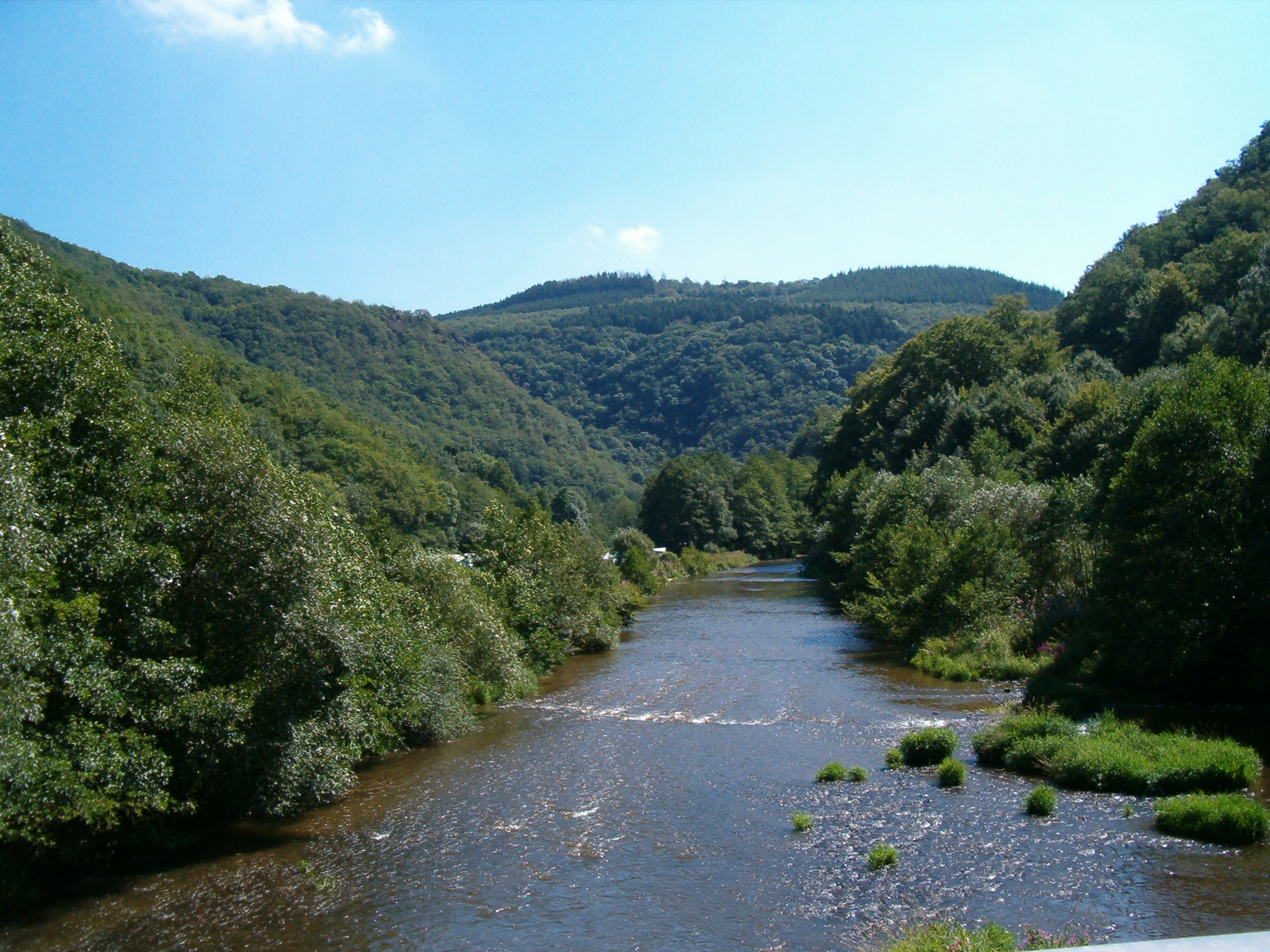
De Our op de grens van Duitsland met Luxemburg.

Bij het dorp Andler stroomt de Our terug Manderfeld en dus België binnen. De Our blijft even binnen België tot bij Weppeler, een gehucht van Lommersweiler (gemeente Sankt Vith). Vanaf hier vormt de Our voor een ruime zeven kilometer de staatsgrens tussen België en Duitsland.
Vanaf Amel (gemeente Burg-Reuland) wordt de linkeroever terug opnieuw Belgisch, tot enkele kilometers verder bij het gehucht Stoubach, waar de Our terug de staatsgrens vormt. Wat verder ligt het gehucht Oberhausen op de Belgische rechteroever. Rond het dorp Ouren, een Belgisch dorp aan de rivier, zijn beide oevers opnieuw Belgisch.
Net ten zuiden van Ouren gaat de Our terug de Belgisch-Duitse staatsgrens vormen om een halve kilometer zuidelijker drielandenpunt tussen België, Duitsland en Luxemburg te bereiken. Het drielandenpunt ligt er in het midden van de rivier, met vlakbij het Europamonument en de Georges-Wagner-Brücke die de rivier overbrugt. Vanaf hier tot de monding in de Sûre, meer dan dertig kilometer verder, vormt de Our de grens tussen Luxemburg en Duitsland.
Bij Vianden werd er op de Our een stuwmeer aangelegd. De Our mondt bij Wallendorf in de Sûre (Sauer). Verderop blijft de Sûre de staatsgrens vormen tussen Luxemburg en Duitsland.

## Ardennenoffensief
Naar het einde van de Tweede Wereldoorlog concentreerden de Duitsers heimelijk troepen achter de rivier en staken deze op 16 december 1944 bij verrassing over. Dit vormde de start van de slag om de Ardennen.
De Our vormde de middelste sector van het Duitse aanvalsfront, waar het 5e Pantserleger aanviel met drie pantserdivisies en vier infanteriedivisies. Bij de aanval op 16 december brak het front er wijd open. Langs de Our werd de Amerikaanse 28e Infanteriedivisie, die een front van zestig kilometer moest verdedigen, zonder veel moeite opgerold door vijf Duitse divisies. De doorbraak sloeg een breed gat in het Amerikaanse front en de Duitsers bleven een week naar het westen oprukken.